# Чистый (Иркутская область)
Чистый — посёлок в Братском районе Иркутской области России. Входит в состав Прибойнинского сельского поселения. Находится на правом берегу реки Ангара, примерно в 116 км к юго-востоку от районного центра, города Братска, на высоте 418 метров над уровнем моря.

## Население
По данным Всероссийской переписи, в 2010 году численность населения посёлка составляла 27 человек (16 мужчин и 11 женщин).

## Происшествия
7 декабря 2017 года в районе посёлка, ближе к левому берегу, во время вынужденной посадки потерпел катастрофу вертолёт Aérospatiale AS.350 Écureuil. На борту находились два человека.